# ISO 3166-2:BJ
ISO 3166-2:BJlà chuẩn ISO định nghĩa mã địa lý. Nó là tập con của ISO 3166-2 áp dụng cho Bénin.

## Thư thông tin
- ISO 3166-2:2002-05-21

## Mã
| BJ-AL | Alibori    |
| BJ-AK | Atakora    |
| BJ-AQ | Atlantique |
| BJ-BO | Borgou     |
| BJ-CO | Collines   |
| BJ-DO | Donga      |
| BJ-KO | Kouffo     |
| BJ-LI | Littoral   |
| BJ-MO | Mono       |
| BJ-OU | Ouémé      |
| BJ-PL | Plateau    |
| BJ-ZO | Zou        |